# Valmondois
Valmondois é uma comuna francesa do Val-d'Oise, localizada no vale do Sausseron, confluência do Oise.
Ela está localizada no Parque natural regional do Vexin français, a cerca de 32 km a noroeste de Paris.
Seus habitantes são as Valmondoisiennes e os Valmondoisiens.

## Geografia

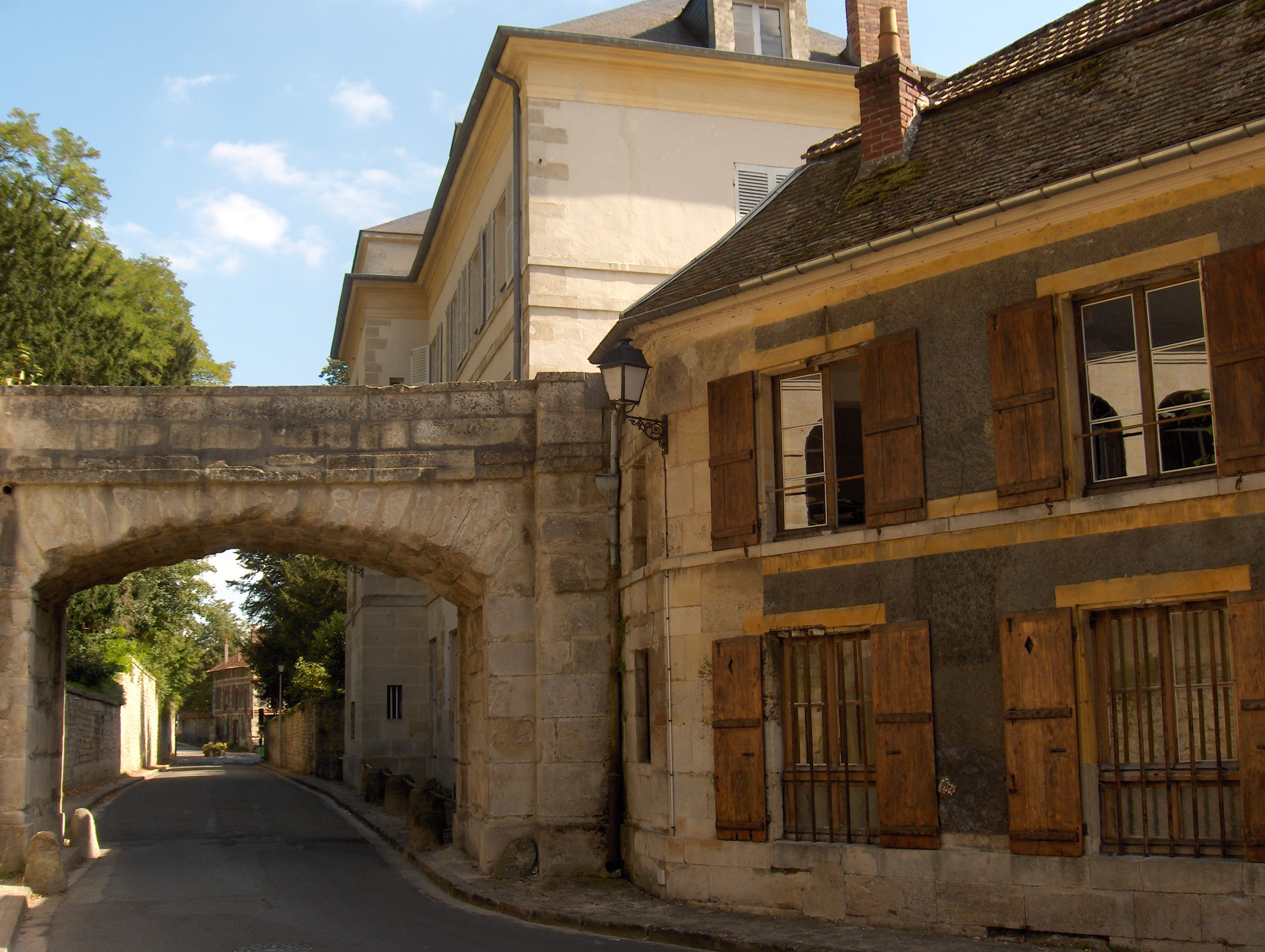
Entrada de Valmondois.

A comuna é limítrofe de Parmain, L'Isle-Adam, Butry-sur-Oise, Auvers-sur-Oise e Nesles-la-Vallée.

## Toponímia
Vaulmondoys em 1498.
O nome Valmondois vem do latim vallis munda, vale elegante. O poeta Rutebeuf escreveu este conjunto de palavras : "Valmondois est de valor monde, Bien en est la valeur mondée" ("Valmondois é a bravura do mundo, Bem é o valor de um pote").

## História
O local foi ocupado desde a Pré-história, como evidenciado pela descoberta de numerosos sílex talhados no território da comuna. Em 1093 uma carta de doação de um certo Adão de Valmondois evoca a primitiva igreja da atual vila. A vila é então mencionada no século XII sob o nome de Valmondoys. Ela também faz menção em 1140 de um Gautier de Valmondois, participante em viagem para Jerusalém. A paróquia depende da diocese de Ruão, do parlamento de Paris e do bailio de Senlis. O Sausseron que atravessa a aldeia é forrado com 21 moinhos no século XIII, dos quais 7 em Valmondois. O mais antigo foi criado depois de 1164. Em 1899, seis moinhos de água ainda estavam em atividade no curso do rio para Valmondois.
No século XVIII, o feudo era partilhado entre o príncipe de Conti e a abadia de Saint-Martin de Pontoise. Em 1781, ele tinha 90 % das terras agrícolas e cobria cerca de seu tamanho atual. A vila tinha dois castelos : um, perto da igreja sobre a inclinação da encosta, foi totalmente destruído durante a Revolução Francesa, o outro, o castelo de Orgivaux, foi reconstruído no final do século XVIII. Um priorado foi vendido como bem nacional para um moleiro da vila por uma soma irrisória na Revolução.
Em 1849, um incêndio varreu uma dúzia de casas de palha da vila.
O cantor de ópera, autor e compositor Gilbert Duprez se mudou para a vila e se tornou o prefeito de 1850 a 1870, ele rapidamente se juntou com o escultor Adolphe-Victor Geoffroy Dechaume (1815-1892), aluno de David d'Angers. A comuna adquire assim uma relativa notoriedade na segunda metade do século XIX. Vários pintores (Corot, Théodore Rousseau, Charles-François Daubigny...) aí se instalaram e conferiram, à imagem de Auvers-sur-Oise sua vizinha, um dinamismo cultural certo. O caricaturista Honoré Daumier aí terminou sua vida. A cidade atrai em seguida Georges Duhamel, Charles Vildrac e Maurice de Vlaminck.
A comuna é servida pela ferrovia desde 1846, mas a estação de Valmondois, localizada na verdade em Butry-sur-Oise, será inaugurada somente em 1877. Ela se tornou um terminal parcial do Transilien Paris-Nord. Valmondois, também foi atravessada e servida de 1886 a 1949 pela linha ferroviária de bitola métrica Valmondois - Marines. Alguns dias antes da Liberação, um empregado desta linha, resistente, foi torturado e abatido pelos Nazistas.

## Lugares e monumentos

### Monumentos Históricos

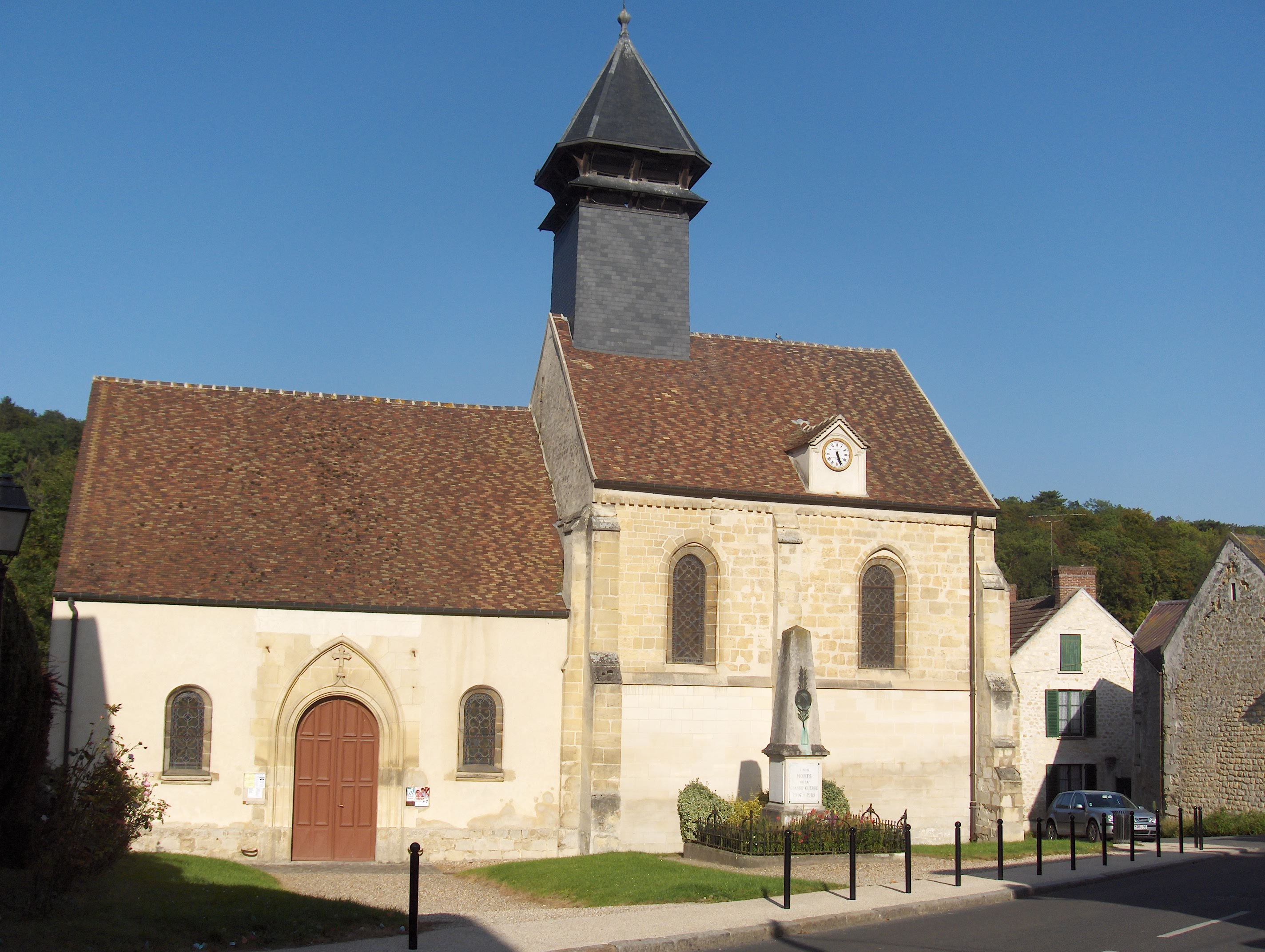
A igreja Saint-Quentin.

Valmondois tem dois monumentos históricos em seu território.
- Église Saint-Quentin (coro e corredor Norte inscritos monumento histórico por decreto de 31 de janeiro de 1935[3])
- Moulin de la Naze, rue Léon-Bernard (inscrito monumento histórico, inclui a maquinaria, por decreto do 23 de outubro de 1987[4]) O moinho é agora dividido entre uma habitação e a maison de la Meunerie, um dos museus e casas temáticos do Parque Natural Regional do Vexin français.

### Outros elementos do patrimônio
- Busto de Honoré Daumier.
- Antigo presbitério, ao norte da igreja[5].
- Maison de Daumier : Em 1877, Camille Corot comprou esta casa para o caricaturista então em constrangimento. É adjacente a seu estúdio instalado no jardim[6]. Uma placa comemorativa é afixada à placa facial. Não deve ser confundida com a "Villa Daumier", local de exposição da comuna.
- Antigo café-restaurant "La petite Suisse".
- Moulin de l'église.
- Moulin Le Roy.
- Esta grande mansão do início do século XIX sem muito caráter é rodeada por um parque projetado por Jean-Charles Alphand. Uma ponte sobre a estrada na entrada da cidade liga aos vestígios de uma orangerie, recentemente restaurados. Estes dois edifícios são provenientes do castelo precedente do século XVIII. Um pombal cilíndrico se encontra no pátio da fazenda do castelo. Construído em cascalhos, suas aberturas em meia-lua são enquadradas por tijolos[7].
- Antiga maison de vigneron : Esta casa do início do século XIX construída em cavas no piso térreo foi restaurada[8].
- Maison de Georges Duhamel.

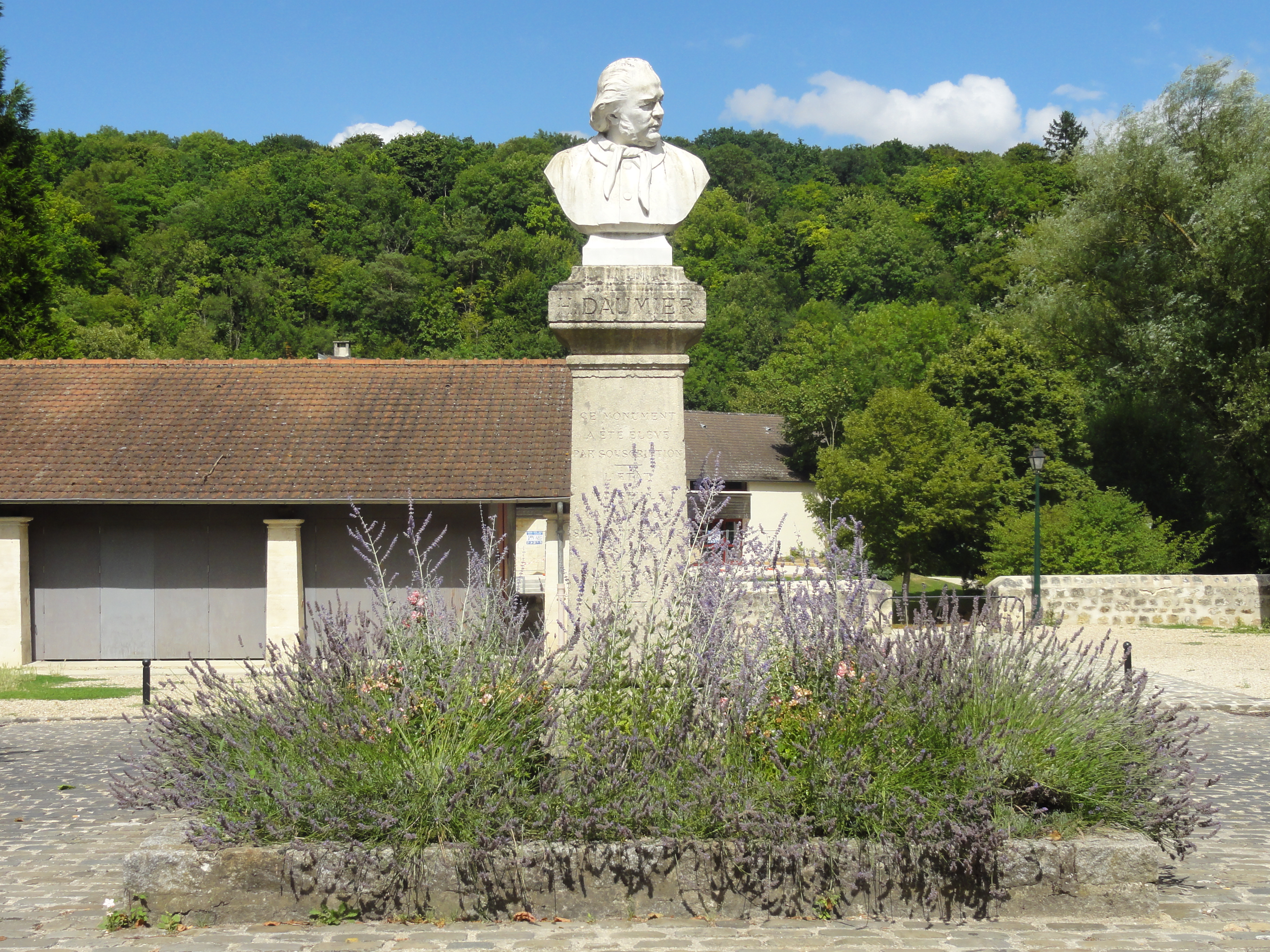
Busto de Honoré Daumier.
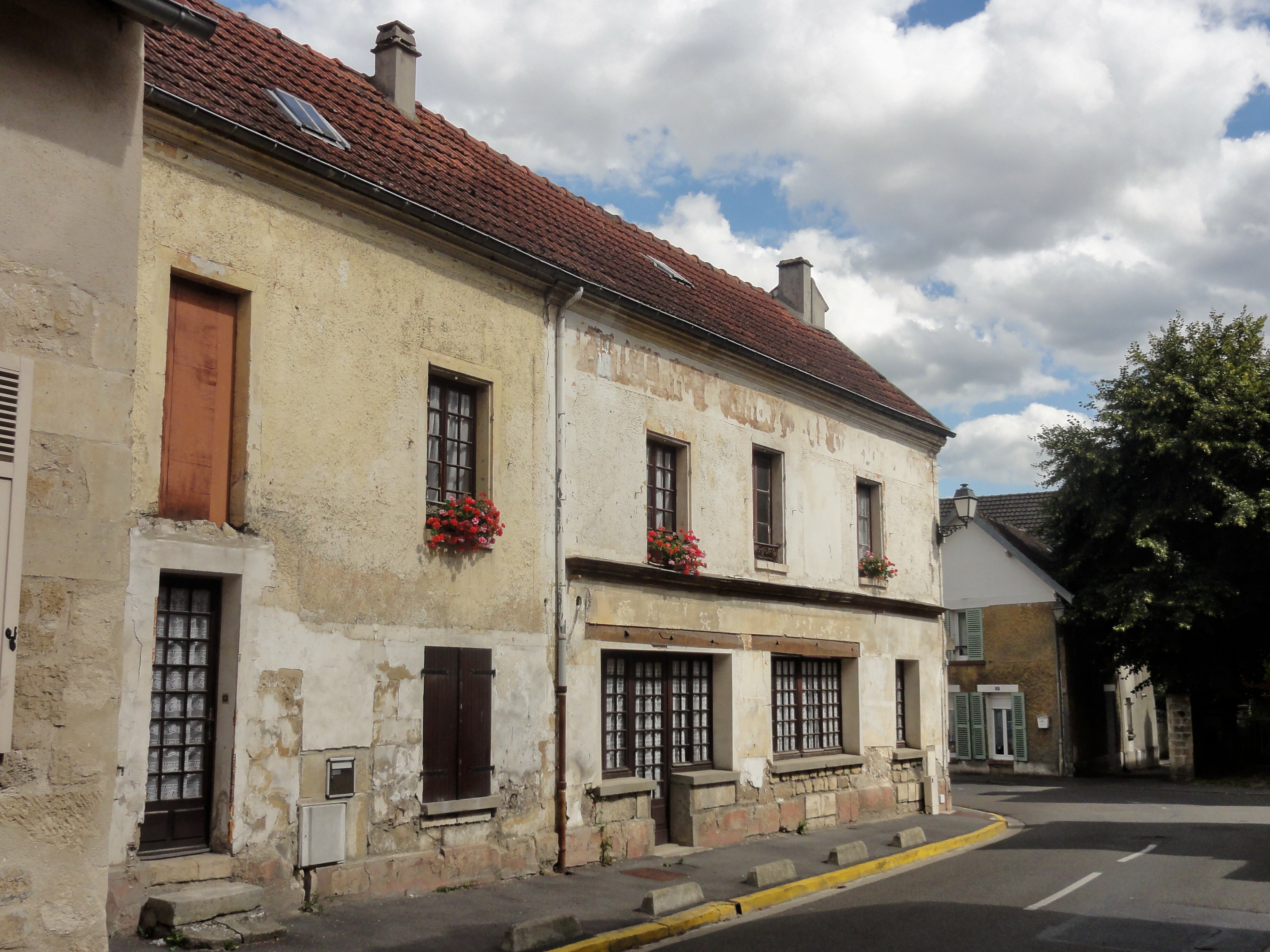
Antigo café-restaurant "La petite Suisse".
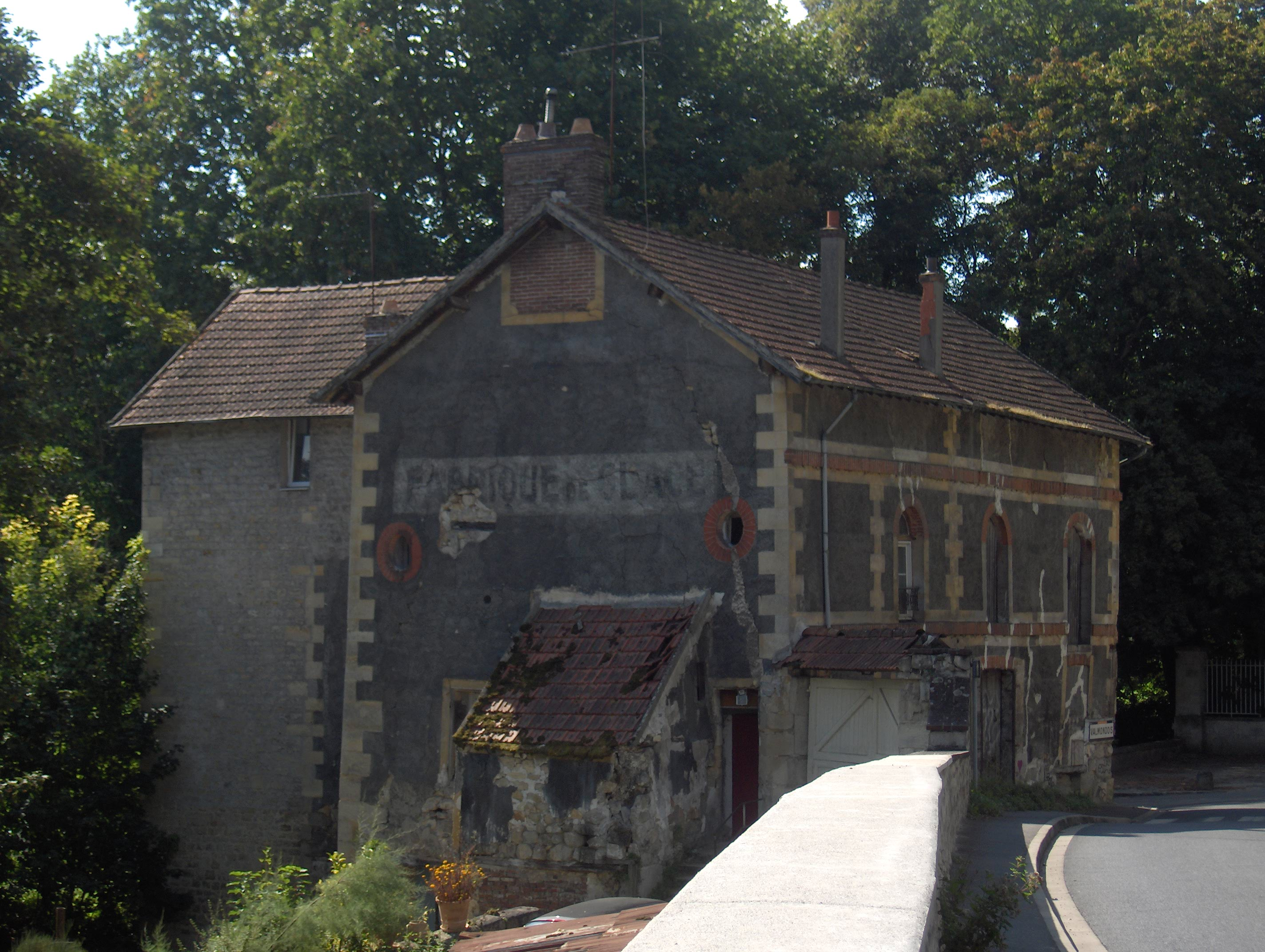
Fábrica de gelo.
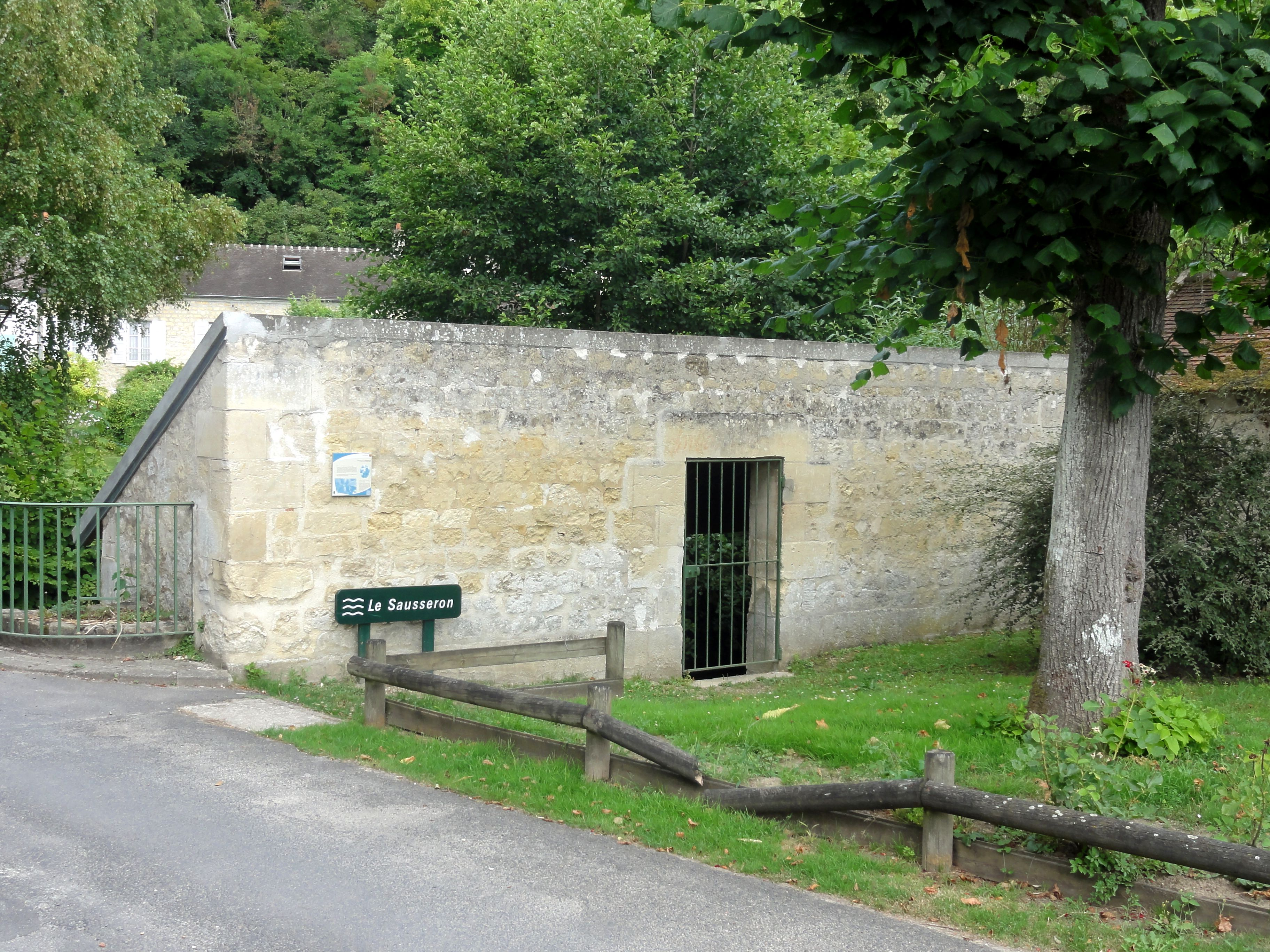
Lavoir du Carrouge.

## Personalidades ligadas à comuna

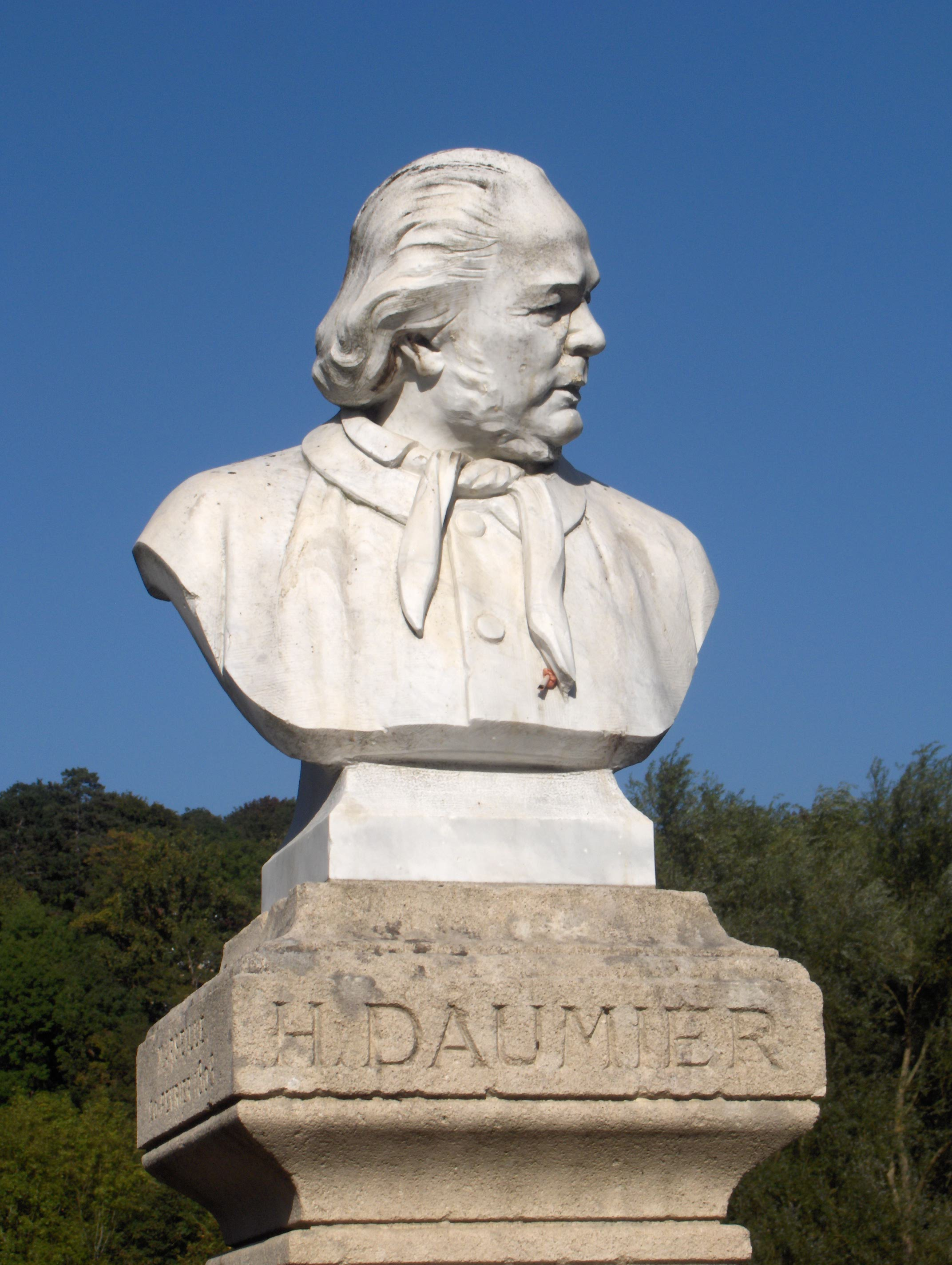
Busto de Honoré Daumier em uma praça da vila.

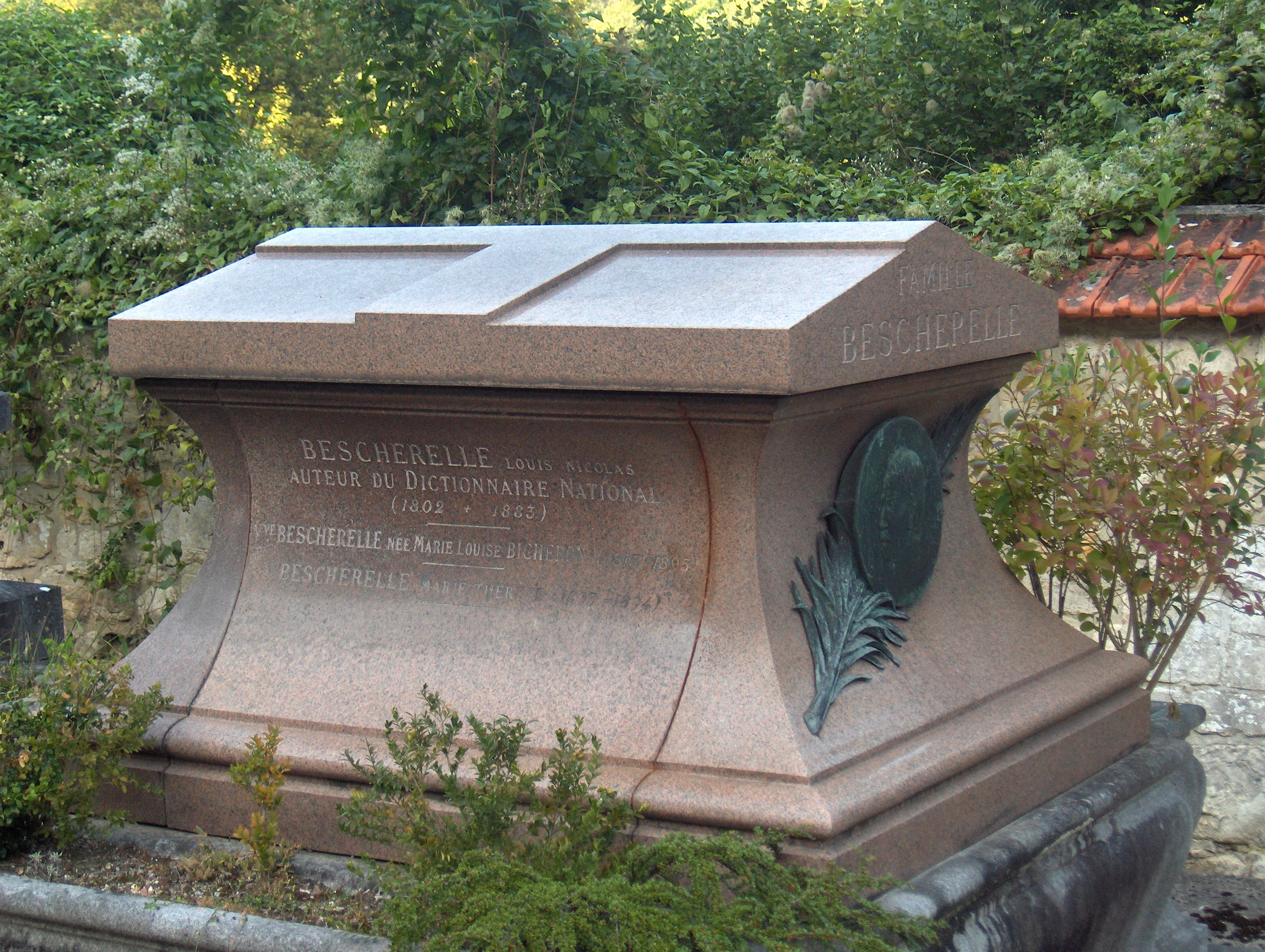
Túmulo da família Bescherelle.

- Louis-Nicolas Bescherelle, um dos mais eminentes lexicógrafos do século XIX.
- Honoré Daumier, pintor, desenhista e escultor. Outros de seus contemporâneos, artistas de renome, viveram na comuna, incluindo Charles-François Daubigny e Camille Corot.
- Georges Duhamel, escritor e acadêmico francês.
- Gilbert Duprez, cantor de ópera e prefeito de Valmondois.
- O poeta Charles Vildrac.
- Maurice de Vlaminck.